# 1830 (ボードゲーム)
1830（1830: The Game of Railroads and Robber Barons）は、フランシス・トレシャムがデザインし、デベロップを行ったアバロンヒルから1986年に初版が発売された、鉄道会社経営と株式取引を題材としたボードゲームである。「1830」は人気を呼び、同様のシステムで世界各地を舞台とした「18XX」と呼ばれるゲーム群が、他のゲームメーカーや同人で次々制作されている。2011年には、メイフェア・ゲームズとルックアウト・ゲームズから第2版が発売された。

## 概要
「1830」は、ゲーム開始時のプレイヤー順の決定以外に運の要素がない戦略ゲームである。ゲームの基本的なシステムは、フランシス・トレシャムがデザインした「1829」から継承している。1830年代からのアメリカ合衆国およびカナダ東部を舞台に、プレイヤーが投資家となり鉄道会社の株を売買して金を稼ぎ、また、経営者（筆頭株主）として鉄道会社を経営し利益を上げ配当するとともに株価を上げて、個人資産を増やすことを競うゲームである。
ゲームの進行は、株式取引を行う「ストック・ラウンド」と、株式会社の鉄道会社の経営を行う「オペレーション・ラウンド」からなる。オペレーション・ラウンドでは、鉄道会社の経営者となったプレイヤーが、マップ上に6角形のタイルを置くことで線路を引き、機関車を購入し収益を上げる。利益を配当として分配すればプレイヤーの財産は増えるが、鉄道会社は技術進化に伴い機関車が引退するため、これを更新しなければならず、その資金確保がゲーム進行の鍵となる。機関車を購入しなければならないにもかかわらず鉄道会社の資金が不足している場合、経営者プレイヤーは自分の財産を処分して資金を拠出しなければならず、これによりプレイヤーが破産することもある。
ゲームは銀行の金が尽きるか、プレイヤーのいずれかが破産したときに終了し、最も資産の多いプレイヤーが勝者となる。

## 登場する鉄道会社

### 非公開会社
- スクールキル・バレー・ナビゲーション（英語版）（Schuylkill Valley Navigation Co.）
- シャンプラン・アンド・セントローレンス鉄道（英語版）（Champlain & St. Lawrence Railroad）
- デラウェア・アンド・ハドソン鉄道（Delaware & Hudson Railroad）
- モホーク・アンド・ハドソン鉄道（Mohawk & Hudson Railroad）
- カムデン・アンド・アンボイ鉄道（Camden & Amboy Railroad）
- ボルチモア・アンド・オハイオ鉄道（Baltimore & Ohio Railroad）

### 株式会社
- ボルチモア・アンド・オハイオ鉄道（Baltimore & Ohio Railroad）
- ボストン・アンド・メイン鉄道（英語版）（Boston & Maine Railroad）
- カナダ太平洋鉄道（Canadian Pacific Railroad）
- チェサピーク・アンド・オハイオ鉄道（Chesapeake & Ohio Railroad）
- エリー鉄道（Erie Railroad）
- ニューヨーク・セントラル鉄道（New York Central Railroad）
- ニューヨーク・ニューヘイブン・アンド・ハートフォード鉄道（New York, New Haven & Hartford Railroad）
- ペンシルバニア鉄道（Pennsylvania Railroad）

- レディング鉄道（Reading Railroad） - General（英語版） vol.23,No.6に掲載されたヴァリアントで追加。

## コンピューター版
1995年にシムテックス（Simtex）からDOS版が発売された。本ゲームは優れたAIと、不確実性がないが故のゲームプレイの透明性を称賛された。